# Илимбетов, Азамат Фаттахович
Илимбетов Азамат Фаттахович (26 сентября 1972, Уфа, Башкирская АССР) — государственный деятель, 7-й премьер-министр Республики Башкортостан (2011—2012).

## Образование
Санкт-Петербургский государственный университет, Кандидат технических наук

## Работа
Трудовую деятельность начал в 1994 году главным маркшейдером Бурибаевского рудоуправления, затем работал начальником земельно-кадастрового бюро Хайбуллинского райкомзема, начальником ПТО АО «Бурибаевское рудоуправление».
1998 — начальник Земельно-кадастрового бюро в составе Комитета по земельным ресурсам и землеустройству.
1998—2000 — главный маркшейдер, и. о. начальника ПТО, и. о. начальника Октябрьского подземного рудника, заместитель генерального директора по производству АО «Бурибаевское рудоуправление».
2000—2002 — главный инженер ОАО «Хайбуллинская горная компания».
2002—2003 — главный специалист отдела промышленности, внешних связей, торговли и координации отраслей экономики Аппарата Кабинета Министров Республики Башкортостан.
2003—2004 г — заместитель министра экономического развития и промышленности Республики Башкортостан.
2004—2005 — генеральный директор ЗАО «Бурибаевский горно-обогатительный комбинат».
2006—2008 годах — глава администрации муниципального района Хайбуллинский район РБ.
2008 — заместитель начальника управления развития горнорудных предприятий ООО «УГМК-Холдинг».
2008—2011 заместитель Генерального директора ОАО «НИИТЭХИМ».
2011 — Заместитель Руководителя Администрации Президента Республики Башкортостан.
С апреля 2011 по май 2011 — первый заместитель Премьер-министра Правительства Республики Башкортостан.
С мая 2011 по август 2012 года — Премьер-министр Правительства Республики Башкортостан.

## Общественная деятельность
Председатель Попечительского совета Федерации настольного тенниса Республики Башкортостан